# Патешки истории (филм, 2023)
„Патешки истории“ (на английски: Migration) е американска компютърна анимация от 2023 г. на режисьора Бенджамин Ренър, ко-режисиран е от Гайло Хомси, а сценарият е на Майк Уайт. Продуциран от „Илюминейшън“ и разпространен от „Юнивърсъл Пикчърс“, озвучаващия състав се състои от Кумайл Нанджияни, Елизабет Банкс, Акуафина, Кийгън-Майкъл Кий, Дейвид Мичъл, Каспар Дженингс, Треси Газал, Карол Кейн и Дани ДеВито.
Премиерата на филма се състои във VIEW Conference в Италия на 19 октомври 2023 г., и излиза по кината на 22 декември в Съединените щати.

## Актьорски състав
- Кумайл Нанджияни – Макс Малард, неспокойния баща на Дакс и Гуен, съпруг на Пам[1]
- Елизабет Банкс – Пам Малард, майка Дакс и Гуен, съпруга на Макс[1]
- Акуафина – Глупи, водач на банда гълъби от Ню Йорк Сити[1]
- Кийгън-Майкъл Кий – Делрой, болен папагал с ямайски акцент, който е заключен в Манхатънски ресторант[1]
- Дейвид Мичъл – водач на йога в патешка ферма
- Каръл Кейн – Ерин, чапла, който се сприятелва със семейство Малард в тяхното приключение
- Каспар Дженингс – Дакс Малард, син на Макс и Пам, брат на Гуен.
- Треси Газал – Гуен Малард, дъщеря на Макс и Пам, сестра на Дакс.
- Дани ДеВито – Дан, чичо на Макс, и прачичо на Дакс и Гуен.[1]

## В България
В България гала премиерата на филма се проведе в Синема Сити, Парадайс Център на 10 декември 2023 г. На 22 декември излиза по кината, разпространен от „Форум Филм България“.